# Station Stabekk
Station Stabek is een station in Stabekk in de gemeente Bærum  in  Noorwegen. Het station ligt aan Drammenbanen. Stabekk kreeg een station in 1884. Het stationsgebouw, ontworpen door Paul Armin Due, is uit 1902. Tussen 2013 en eind 2014 is Stabekk gesloten wegens een ingrijpende verbouwing. 